# Jamburg (Jamalsko-Nieniecki Okręg Autonomiczny)
Jamburg – osiedle w rejonie nadymskim Jamalsko-Nienieckiego Okręgu Autonomicznego w Rosji. W 2019 roku zamieszkane przez 95 osób. Położone jest na brzegu Zatoki Obskiej.
Jamburg posiada połączenie drogowe i kolejowe z Nowym Urengojem. W pobliżu miejscowości znajduje się port lotniczy Jamburg.